# ديفيد وولف
ديفيد وولف (بالإنجليزية: David Wolf)‏ (و. 1956 – م) هو ضابط، ورائد فضاء، وطبيب من الولايات المتحدة الأمريكية . ولد في إنديانابوليس، إنديانا.

## ريادة الفضاء
شارك في المهمات الفضائية:
- STS-112[3]
- STS-127[3]
- STS-89[3]
- STS-58[3]
- STS-86.[3]

## التعليم
تعلم في جامعة إنديانا

## الخدمة العسكرية
خدم في القوات الجوية الأمريكية.